# كينيث دبليو فورد
كينيث دبليو فورد (بالإنجليزية: Kenneth W. Ford)‏ (و. 1926 – م) هو فيزيائي، وكاتب عمومي من الولايات المتحدة الأمريكية . ولد في ويست بالم بيتش .

## التعليم
تعلم في جامعة هارفارد، وجامعة برنستون، وجامعة ميشيغان

## جوائز
حصل على جوائز منها:
- قلادة أورستد  [لغات أخرى]‏ (2006).